# Senorady
Senorady – gmina w Czechach, w powiecie Brno, w kraju południowomorawskim.
1 stycznia 2017 gminę zamieszkiwało 391 osób, a ich średni wiek wynosił 45,8 roku.